# 浅野和之
浅野 和之（あさの かずゆき、1954年2月2日 - ）は、日本の俳優。本名は加藤 斎孝（かとう なりたか）。東京都出身。シス・カンパニー所属。

## 来歴
安部公房スタジオを経て、1987年に夢の遊眠社へ入団。
2005年に『12人の優しい日本人』などの演技で第40回紀伊國屋演劇賞個人賞・第13回読売演劇大賞最優秀賞を受賞。
2010年には「叔母との旅」で第18回読売演劇大賞最優秀賞を受賞。
「スーパー歌舞伎II」シリーズには『空ヲ刻ム者』（2014年）『ワンピース』（2015～18年）『新版オグリ』（2019年）と3作連続（＝5年連続）で出演しており、「斎高屋」の屋号を持つ。
2016年、出演が予定されていた舞台『遊侠 沓掛時次郎』を体調不良により休演。代役は寺十吾が務める。
2025年、第75回芸術選奨文部科学大臣賞受賞。

## 人物
特技はパントマイム。

## 出演

### テレビドラマ
- 赤い迷路（1974年、大映テレビ / TBS） [5]
- 意外とシングルガール 第4話（1988年9月14日、TBS） - ウェイター 役
- お父さん（1990年、日本テレビ）
- 大河ドラマ（NHK）
  - 太平記（1991年） - 塩冶高貞 役
  - 八代将軍吉宗 第32回（1995年8月20日） - 丹羽正伯 役
  - 鎌倉殿の13人（2022年） - 伊東祐親 役[注釈 1][6]
- 卒業（1990年、TBS）
- はいすくーる落書（1990年、TBS）
- 金の戦争（1991年4月5日、フジテレビ）
- 世にも奇妙な物語（フジテレビ）
  - 第三シーズン「待ちぶせ」（1992年8月6日）
  - 1994年 冬の特別編「言葉の戦争」（1994年1月6日） - 山崎部長 役
  - 1998年 春の特別編「くしゃみ」（1998年4月8日）
  - 1998年 秋の特別編「懲役30日」（1998年9月25日） - 検事 役
  - 1999年 秋の特別編「マニュアル警察」（1999年9月27日） - 受付 役
  - 2000年 春の特別編「最期の瞬間」（2000年3月27日） - 黒川部長 役
  - 2004年 秋の特別編「地獄は満員」（2004年9月20日） - サラリーマン 役
  - 2021年 夏の特別編「成る」（2021年6月26日） - 実況 役
- 振り返れば奴がいる 第7話（1993年2月24日、フジテレビ）
- 離婚パーティー（1993年、TBS）
- わが町 第4作（1994年3月22日、日本テレビ） - 東直行（隆子の元夫） 役
- ボクの就職 第1話 - 第7話（1994年4月10日 - 5月22日、TBS） - 野木 役
- お金がない! 第7話（1994年8月17日、フジテレビ）
- お兄ちゃんの選択 第1話 - 第3話・第8話 - 第10話・最終話（1994年10月9日 - 23日・11月27日 - 12月11日・25日、TBS）
- 最高の片想い（1995年1月11日 - 3月22日、フジテレビ）
- 未成年（1995年10月13日 - 12月22日、TBS） - 小池唯一 役
- 正義は勝つ 第1話・第6話（1995年10月18日・11月22日、フジテレビ） - 長崎俊夫 役
- みにくいアヒルの子（1996年4月16日 - 6月25日、フジテレビ） - 服部先生 役
  - みにくいアヒルの子 春休みスペシャル（1997年4月1日、フジテレビ）
  - みにくいアヒルの子・涙の卒業スペシャル（1998年3月31日、フジテレビ）
- 翼をください!（1996年7月1日 - 9月23日、フジテレビ）
- ナースのお仕事 第1シリーズ（1996年7月2日 - 9月10日、フジテレビ） - 寺田和幸 役
- 僕が僕であるために（1997年1月3日、フジテレビ） - 藤ノ井監督 役
- 踊る大捜査線 第7話（1997年2月18日、フジテレビ） - 大河内刑事 役
- はみだし刑事情熱系（テレビ朝日）
  - （1997年） - 福本浩 役
  - はみだし刑事情熱系 PART1 第18話（2000年2月26日）
  - はみだし刑事情熱系 PART4 第10話（2000年12月8日） - 能条隆行 役
  - はみだし刑事情熱系 PART5 第2話（2000年10月11日）
  - はみだし刑事情熱系 最終章 第6話（2004年5月19日） - 矢野洋三 役
- ラブジェネレーション（1997年10月13日 - 12月22日、フジテレビ）
- 青い鳥 第5話 - 第7話（1997年11月7日 - 21日、TBS） - 若槻真一 役
  - 青い鳥 完結編（1997年12月26日、TBS）
- ニュースの女 第4話（1998年1月28日、フジテレビ） - 医師 役
- 弁護士・朝日岳之助 第11作（1998年2月17日） - 佐久間孝史 役
- お仕事です! 第11話（1998年6月25日、フジテレビ）
- 警視庁鑑識班（日本テレビ） - 花井博之　役
  - 第5作（1998年5月12日）
  - 第6作（1998年11月17日）
- 世界で一番パパが好き 第2話（1998年7月15日、フジテレビ） - 陽司の父 役
- 勇気をだして（1998年7月20日 - 8月28日、TBS） - 戸田洋介 役
- 寺内貫太郎一家98秋（1998年9月24日、TBS）
- 直線の死角（1998年12月21日、TBS）
- ママチャリ刑事 第7話（1999年2月18日、TBS）
- 天使のお仕事 第9話（1999年3月3日、フジテレビ）
- 音の犯罪捜査官・響奈津子 第3作（1999年8月13日、フジテレビ） - 長浜幸一 役
- 救急指定病院 第10作（1999年10月19日、日本テレビ） - 間宮清彦 役
- 恋愛詐欺師 第6話（1999年11月25日、テレビ朝日） - 清水の夫 役
- 車椅子の弁護士・水島威 第7作（1999年12月25日、テレビ朝日） - 河合喜一 役
- 貯まる女 第1話（2000年1月12日、テレビ東京）
- お見合い結婚 第7話 - 第10話（2000年2月29日 - 3月14日、フジテレビ）
- ショカツ 第2話・第11話・最終話（2000年4月18日・6月20日・27日、フジテレビ）
- ショムニ（2000年、フジテレビ）
- 花村大介 第8話（2000年8月22日、フジテレビ） - 坂上順子の夫 役
- 涙をふいて 第1話 - 第3話（2000年10月11日 - 25日、フジテレビ）
- 浅見光彦シリーズ 第10作（2000年10月27日、フジテレビ） - 葛西刑事部長 役
- やまとなでしこ 最終話（2000年12月18日、フジテレビ） - 合コン相手・実業家 役
- 地方記者・立花陽介 第16作（2000年12月26日、日本テレビ） - 栗山誠次 役
- HERO 最終話（2001年3月19日、フジテレビ） - 桐山茂 役
- ルーキー! 第1話・第6話（2001年4月10日・5月15日、フジテレビ） - 桜井康夫 役
- 星の金貨（2001年、日本テレビ）
- 昔の男 第2話・第5話 - 第7話・最終話（2001年4月20日・5月11日 - 25日・6月29日、テレパック/TBS）[7]
- マリア 第2話・第6話・第7話（2001年7月11日・8月15日・22日、TBS）
- スタアの恋 第9話（2001年12月6日、フジテレビ） - 玉川五郎 役
- 弁護士猪狩文助 第2作（2002年2月11日、TBS） - 黒坂検事 役
- 天体観測（2002年7月2日 - 9月17日、関西テレビ・フジテレビ） - 雨宮部長 役
- 少年たち 第3シリーズ（2002年8月19日 - 9月9日、NHK総合） - 渡部龍冶 役
- 僕の生きる道（2003年1月7日 - 3月18日、関西テレビ・フジテレビ） - 古田進助 役
- HR（エイチアール） 第17話 - 最終話（2003年2月5日 - 3月26日、フジテレビ） - 鰐淵和之 役
- ブラックジャックによろしく 第3話・第4話・第6話（2003年4月25日・5月2日・16日、TBS） - 川上寛 役
- WATER BOYS（2003年7月1日 - 9月9日、関西テレビ・フジテレビ） - 進藤勘一 役
- 茂七の事件簿 ふしぎ草紙 第3シリーズ 第2話（2003年7月18日、NHK総合） - 加助 役
- 特命係長 只野仁 第8話（2003年8月29日、テレビ朝日） - 八代正一 役
- 白線流し〜二十五歳（2003年9月6日、フジテレビ） - 蓮見隆司 役
- TEAM スペシャル4（2003年9月26日、テレビ朝日） - 吉村忠明 役
- キソウの女（テレビ朝日） - 樺山勇一郎 役
  - 第1作（2003年10月28日）
  - 第2作（2005年5月21日）
  - 第3作（2006年10月21日）
- トリック 第3シリーズ 第5話・第6話（2003年11月13日・20日、テレビ朝日） - 千田鶴二郎 役
- 時空警察 PART3「なぜ聖徳太子は暗殺されたのか?」（2003年12月28日、フジテレビ） - 秦河勝 役
- 古畑任三郎 スペシャル すべて閣下の仕業（2004年1月3日、フジテレビ） - 長谷部宏樹 役
- 僕と彼女と彼女の生きる道 第1話 - 第6話・第8話・第11話・最終話（2004年1月6日 - 2月10日・24日・3月16日・23日、関西テレビ・フジテレビ） - 石田和也 役
- ディビジョン1 ステージ1「勝負下着♡」（2004年4月12日 - 5月3日、フジテレビ） - 皆川芳雄 役
- 世界の中心で、愛をさけぶ 第5話 - 最終話（2004年7月30日 - 9月10日、TBS） - 佐藤芳彦 役
- 寸劇刑事 危機一発!踊るヌイグルミ劇団スナイパーを追え!!（2004年8月6日、フジテレビ） - 津村義彦 役
- 八つ墓村（2004年10月1日、フジテレビ） - 久野恒実 役
- 相棒 Season3 第8話（2004年12月15日、テレビ朝日） - 井勢谷隆 役
- ほんとにあった怖い話「死を告げるコール」（2005年2月28日、フジテレビ） - 主演・立石義和 役
- あいくるしい（2005年4月10日 - 6月26日、TBS） - 原沢篤 役
- スローダンス（2005年7月4日 - 9月12日、フジテレビ） - 小野田幸太郎 役
- がんばっていきまっしょい 第6話・第9話（2005年8月16日・9月6日、関西テレビ・フジテレビ） - 田宮進 役
- アテンションプリーズ（2006年4月18日 - 6月27日、フジテレビ） - 若村昭三 役
  - アテンションプリーズ 特別編（2007年1月13日）
  - アテンションプリーズ 特別編（2008年4月3日）
- 森村誠一サスペンスシリーズ 第6作（2006年4月24日、TBS） - 宮本洋一郎 役
- プリマダム 第6話・第7話・第9話 - 最終話（2006年5月17日・24日・6月7日 - 21日、日本テレビ） - 新藤隆 役
- ドクター・ヨシカの犯罪カルテ（2006年5月24日、テレビ東京） - 池畑康志 役
- 怨み屋本舗 第6話（2006年8月18日、テレビ東京） - 田之島アキラ 役
- 不信のとき〜ウーマン・ウォーズ〜 第8話（2006年8月24日、フジテレビ） - 神山聡一郎 役
- 僕の歩く道（2006年10月10日 - 12月19日、関西テレビ・フジテレビ） - 亀田達彦 役
- もういちど地下鉄に乗って 第4話（2006年11月4日、テレビ朝日） - 山下幸治 役
- 結婚披露宴〜人生最悪の3時間〜（2007年1月10日 - 3月21日、フジテレビ） - 和久井裕司 役
- 花嫁とパパ（2007年4月10日 - 6月26日、フジテレビ） - 五味紀男 役
- 華麗なる一族 第8話 - 最終話（2007年3月4日 - 18日、TBS） - 曽我弁護士 役
- 帰ってきた時効警察 第4話（2007年5月4日、テレビ朝日） - 中村鵺人 役
- こんにちは、母さん 第2話・第3話（2007年6月2日・9日、NHK）
- デパート仕掛け人!天王寺珠美の殺人推理（2007年9月15日、テレビ朝日） - 花見川五郎 役
- 3年B組金八先生（TBS） - 鹿島田浩二 役
  - 第8シリーズ（2007年10月11日 - 2008年3月20日）
  - ファイナル（2011年3月27日）
- 海峡（2007年11月17日・24日、NHK） - 赤川警部補 役
- 松本清張特別企画・不在宴会 死亡記事の女（2008年2月17日、BSジャパン / 2月20日、テレビ東京） - 米村秘書 役
- 一瞬の風になれ 第1話・第2話・最終話（2008年2月25日・26日・28日、フジテレビ） - 神谷新二の父 役
- フキデモノと妹（2008年3月1日、テレビ朝日） - 成田茂雄 役
- ROOKIES（2008年4月19日 - 7月26日、TBS） - 池辺駿作 役
- 古畑中学生（2008年6月14日、フジテレビ） - 森脇教頭 役
- アベレイジ2「関係者の憂鬱」（2008年10月11日、フジテレビ）
- 刑事シュート しゅうと&ムコの事件日誌（2008年10月20日、TBS） - 馬場徹 役
- イノセント・ラヴ 第4話（2008年11月10日、フジテレビ） - 松下保護司 役
- 山村美紗サスペンス 狩矢警部シリーズ（TBS） - 小岩井博光 役
  - 第5作（2009年1月26日）
  - 第6作（2009年2月2日）
  - 第7作（2009年11月2日）
  - 第8作（2010年5月17日）
  - 第9作（2010年11月15日）
  - 第10作（2011年7月4日）
  - 第11作（2012年3月19日）
  - 第12作（2012年11月19日）
  - 第13作（2014年3月3日）
  - 第14作（2014年12月22日）
  - 第15作（2015年12月7日）
- トライアングル 第4話・第8話・第9話（2009年1月27日・2月24日・3月3日、フジテレビ） - 宮部大輔 役
- DOOR TO DOOR〜僕は脳性まひのトップセールスマン〜（2009年3月29日、TBS） - 墨田修治 役
- スマイル 第8話 - 第10話（2009年6月5日 - 19日、TBS） - 冷牟田貞二 役
- 刑事一代 平塚八兵衛の昭和事件史（2009年6月20日・21日、テレビ朝日） - 岸田為五郎 役
- 科捜研の女（テレビ朝日）
  - SEASON9 第5話（2009年8月6日） - 中村光一 役
  - SEASON19 第27話（2020年1月23日） - 小畑常治 役
- 誰かが嘘をついている（2009年10月6日、フジテレビ） - 阿藤本部長 役
- 新・美味しんぼ 第3作（2009年11月14日、フジテレビ） - 氷岩人事局長 役
- 裁判長!ここは懲役4年でどうすか 第5話（2009年11月20日、日本テレビ） - 芹沢清明 役
- アンタッチャブル〜事件記者・鳴海遼子〜 第8話（2009年12月11日、テレビ朝日） - 稲垣平八 役
- わが家の歴史 第二夜・第三夜（2010年4月10日・11日、フジテレビ） - 大槻マネージャー 役
- 刑事・鳴沢了〜史上最悪の24時間〜（2010年5月29日、フジテレビ） - 鳥飼博輔（刑事課長）役
- 絶対零度〜未解決事件特命捜査〜 第10話（2010年6月15日、フジテレビ） - 園田道雄 役
- うぬぼれ刑事 第3話（2010年7月23日、TBS） - 青木拓男 役
- 大家だけが知っている! 〜幸多福子の下町事件簿〜（2010年8月2日、TBS） - 阿久津信彦 役
- チャンス（2010年8月28日 - 10月2日、NHK総合） - 三津井隆 役
- 鉄道捜査官 第12作（2011年4月30日、テレビ朝日） - 貴島慶介 役
- CONTROL〜犯罪心理捜査〜 第6話（2011年2月15日、フジテレビ） - 神山征 役
- JIN-仁- 完結編 第6話・第8話（2011年5月22日・6月5日、TBS） - 田中久重 役
- 荒川アンダー ザ ブリッジ（2011年7月26日 - 9月27日、TBS / 7月30日 - 9月24日、MBS） - 高井照正 役
- ステキな隠し撮り〜完全無欠のコンシェルジュ〜（2011年11月5日、フジテレビ） - 老人 役
- DOCTORS〜最強の名医〜 第4話（2011年11月17日、テレビ朝日） - 野々村彰人 役
- 謎解きはディナーのあとで 第6話（2011年11月22日、フジテレビ） - 藤倉幸三郎 役
- 最後から二番目の恋（フジテレビ） - 水谷広行 役
  - 最後から二番目の恋（2012年1月12日 - 3月22日）
  - 最後から二番目の恋 2012秋（2012年11月2日）
  - 続・最後から二番目の恋（2014年4月17日 - 6月26日）
  - 続・続・最後から二番目の恋（2025年4月14日 - 6月23日）[8][9]
- 運命の人 第5話 - 第8話（2012年2月12日 - 3月4日、TBS） - 森靖之 役
- 家族が家族であるために（2012年3月28日、TBS） - 内田教授 役
- たぶらかし-代行女優業・マキ- 第6話（2012年5月10日、日本テレビ） - 神崎隆一 役
- MONSTERS 第2話（2012年10月28日、TBS） - 大畑幸三 役
- TOKYOエアポート〜東京空港管制保安部〜 最終話（2012年12月23日、フジテレビ）
- シェアハウスの恋人 第3話（2013年1月30日、日本テレビ） - 葛城 役
- ダブル・ミーニング Yes or No?（2013年3月1日、フジテレビ） - 和泉進一 役
- とんび 最終話（2013年3月17日、TBS） - 瀬尾市民病院の医師・近藤 役
- 警部補矢部謙三 第2シリーズ 第2話（2013年7月12日、テレビ朝日） - ジェームズ 役
- 天才刑事・野呂盆六 第8作（2013年8月10日、テレビ朝日） - 荒垣警部補 役
- ドクターX〜外科医・大門未知子〜 第2シリーズ 第1話・第6話 - 最終話（2013年10月17日・11月21日 - 12月19日、テレビ朝日） - 鷹野七起 役
- 緊急取調室 第7話・第8話（2014年2月27日・3月6日、テレビ朝日） - 真田正巳 役
- 55歳からのハローライフ 第3話（2014年6月28日、NHK総合） - 川上朗 役
- きょうは会社休みます。（2014年10月15日 - 12月17日、日本テレビ） - 青石巌 役
- 銭の戦争 第8話（2015年2月24日、関西テレビ・フジテレビ） - 水越礼二 役
- 美女と男子 第1話・第2話・第5話（2015年4月14日・21日・5月12日、NHK総合） - 塩田充 役[10]
- 夢を与える（2015年5月17日 - 6月6日、WOWOW） - 増尾仁太郎
- 神谷玄次郎捕物控2 最終話（2015年5月22日、NHK BSプレミアム） - 惣六 役
- 天皇の料理番 第9話（2015年6月21日、TBS） - 福羽逸人 役
- エイジハラスメント（2015年7月9日 - 9月10日、テレビ朝日） - 吉井高男 役
- リスクの神様 第4話（2015年8月5日、フジテレビ） - 塚原典雄 役
- 24時間テレビ 愛は地球を救う38 ドラマスペシャル「母さん、俺は大丈夫」（2015年8月22日、日本テレビ） - 狭山教授 役
- 僕らプレイボーイズ 熟年探偵社 第7話（2015年9月4日、テレビ東京） - 加藤善治 役
- コウノドリ（TBS） - 大澤政信（院長） 役
  - 第1シリーズ（2015年10月16日 - 12月18日）
  - 第2シリーズ 第1話・第6話・最終話（2017年10月13日・11月17日・12月22日）
- 一千兆円の身代金（2015年10月17日、フジテレビ） - 藤井一 役
- ダマシバナシ（2015年12月20日、日本テレビ）
- ヒガンバナ〜警視庁捜査七課〜 第6話・第7話（2016年2月17日・24日、日本テレビ） - 狩野勇次 役
- カッコウの卵は誰のもの（2016年3月27日 - 5月1日、WOWOW） - 上条伸行 役
- リテイク 時をかける想い 最終話（2017年1月28日、東海テレビ・フジテレビ） - 牟田義弘 役
- カルテット 第5話（2017年2月14日、TBS） - 朝木国光 役
- 母になる（2017年4月12日 - 6月14日、日本テレビ） - 西原太治 役
- 立花登青春手控え2 第6話（2017年5月12日、NHK BSプレミアム） - 酉蔵 役
- もみ消して冬〜わが家の問題なかったことに〜（2018年1月13日 - 3月17日、日本テレビ） - 小岩井凛治 役
  - もみ消して冬 2019夏〜夏でも寒くて死にそうです〜（2019年6月29日、日本テレビ）
- 黒井戸殺し（2018年4月14日、フジテレビ） - 鱧瀬弁護士 役
- 京都人の密かな愉しみ Blue 修行中 祝う春（2018年4月14日、NHK BSプレミアム） - 杉下民蔵 役
- 義母と娘のブルース（2018年7月10日 - 9月18日、TBS） - 笠原廣之進 役
  - 2020年謹賀新年スペシャル（2020年1月2日）
  - 2022年謹賀新年スペシャル（2022年1月2日）
  - 2024年謹賀新年スペシャル（2024年1月2日）[11]
- ラジエーションハウス〜放射線科の診断レポート〜（2019年4月8日 - 6月17日、フジテレビ） - 鏑木安富 役
  - ラジエーションハウス〜放射線科の診断レポート〜 特別編「旅立ち」（2019年6月24日）
  - ラジエーションハウスⅡ〜放射線科の診断レポート〜（2021年10月4日 - 12月13日）
- 警視庁・捜査一課長 スペシャル6（2019年10月13日、テレビ朝日） - 鍋原喜久雄 役
- 半沢直樹 第2シリーズ 第8話 - 最終話（2020年9月13日 - 27日、TBS） - 富岡義則 役
- おもひでぽろぽろ（2021年1月9日、NHK BSプレミアム・NHK BS4K） - 杉本正伸 役
- 天国と地獄〜サイコな2人〜 第7話・第9話（2021年2月28日・3月14日、TBS） - 東貞夫 役
- ネメシス 第3話（2021年4月25日、日本テレビ） - 太宰幸一郎 役
- 管理官キング（2022年1月6日、テレビ朝日） -  平山誠 役[12]
- となりのチカラ（2022年1月20日 - 3月31日、テレビ朝日） - 星譲 役
- 元彼の遺言状（2022年4月11日 - 6月20日、フジテレビ） - 津々井君彦 役
- 特集ドラマ ももさんと7人のパパゲーノ（2022年8月20日、NHK総合）- 山口 役[13]
- 合理的にあり得ない 〜探偵・上水流涼子の解明〜 第6話（2023年5月22日、関西テレビ・フジテレビ） - 八雲治 役[14]
- 下剋上球児 第4話（2023年11月5日、TBS） - 葛西 役
- デフ・ヴォイス 法廷の手話通訳士（2023年12月16日 - 23日、NHK総合） - 手塚総一郎 役
- 約束（2024年2月、時代劇専門チャンネル）[15]
- 星屑テレパス（2024年6月26日 - 8月28日、テレビ東京） - 宝木明一 役
- 西園寺さんは家事をしない（2024年7月9日 - 9月17日、TBS） - 西園寺康平 役[16]
- ドラマW ゴールデンカムイ -北海道刺青囚人争奪編-（2024年10月6日 - 12月1日、WOWOW） - 有坂成蔵 役[17]

### 映画
- 世にも奇妙な物語 映画の特別編（2000年）
- NIN×NIN 忍者ハットリくん THE MOVIE（2004年） - 三葉健太郎
- バーバー吉野（2005年） - 吉野武雄
- バックダンサーズ!（2006年） - 小西部長
- THE 有頂天ホテル（2006年） - 神保保
- 東京フレンズ（2006年） - 大河内
- 神童（2007年） - 小宮山教授
- ALWAYS 続・三丁目の夕日（2007年） - 松下忠信
- ザ・マジックアワー（2008年） - 清水医師（デラ富樫）
- グミ・チョコレート・パイン（2008年） - タクオの父
- 私は貝になりたい（2008年） - 通訳
- ROOKIES -卒業-（2009年） - 池辺駿作
- しあわせカモン（2009年） - 吉田先生
- 大奥（2010年） - 御伽坊主
- 僕と妻の1778の物語（2011年）
- GANTZ/GANTZ PERFECT ANSWER（2011年） - 玄野憲一
- ステキな金縛り（2011年） - 猪瀬潤
- LOVE まさお君が行く!（2012年） - 松本祐三
- ぱいかじ南海作戦（2012年）
- 清須会議（2013年） - 明智光秀
- 脳内ポイズンベリー（2015年） - 岸
- 全開の唄（2015年） - 中野コーチ
- ギャラクシー街道（2015年） - 謎の男[18]
- 海賊とよばれた男（2016年） - 榎本誠
- 家に帰ると妻が必ず死んだふりをしています。（2018年） - 蒲原
- キスできる餃子（2018年） - 藤田信介
- Red（2020年） - 真の父親
- 劇場版 ラジエーションハウス（2022年4月29日） - 鏑木安富 役[19]

### オリジナルビデオ
- 東京フレンズ（2005年） - 大河内

### 舞台
- アニー
- 少年H（1999年）
- 夜への長い旅路（2000年）
- ペーパーマリッジ（2001年）
- 日暮町風土記（2001年）
- You Are The Top〜今宵の君（2002年）
- おかしな二人 作/ニール・サイモン（2002年）
- ニンゲン御破算 作・演出/松尾スズキ（2003年）
- ゴロヴリョフ家の人々（2003年）
- 宇宙でいちばん速い時計 作/フィリップ・リドリー（2003年）
- 美しきものの伝説 作/宮本研 演出/マキノノゾミ（2004年）
- ダム・ウェイター 作/ハロルド・ピンター（2004年）
- 走れメルス 作・演出/野田秀樹（2004年 - 2005年）
- ルル 脚本/能祖将夫（2005年）
- ブラウニング・バージョン 作/テレンス・ラティガン（2005年）
- 12人の優しい日本人（2005年）
- ダム・ショー 作/ジョー・ペンホール（2005年）
- ブルックリン・ボーイ 作/ドナルド・マーグリーズ（2006年）
- 世界のえほん（2007年）
- THE BEE（2007年）
- 恐れを知らぬ川上音二郎一座（2007年）
- 鳥瞰図（2008年）
- 女教師は二度抱かれた（2008年）
- 世界の博覧会（2008年）
- ある女の家（2008年）
- オリガト・プラスティコvol.4 しとやかな獣（2009年）
- 淫乱斎英泉（2009年）
- THE 39 STEPS-秘密の暗号を追え!-（2010年）
- 叔母との旅（2010年）
- ベッジ・パードン bedge pardon（2011年）
- ドレッサー（2013年）
- ヒストリーボーイズ（2014年） - ヘクター 役
- スーパー歌舞伎II 空ヲ刻ム者（2014年、新橋演舞場） - 鳴子
- スーパー歌舞伎II ワンピース（2015年、新橋演舞場） - レイリー／イワンコフ／センゴク 役[20]
  - （2016年、大阪松竹座・博多座）（2017年、新橋演舞場）（2018年、大阪松竹座・御園座） - イワンコフ／センゴク 役
- 子供の事情（2017年、新国立劇場 中劇場） - リピート 役
- マニアック（2019年、森ノ宮ピロティホール、新国立劇場 中劇場） -  元ジャーナリスト 役
- 大地(Social Distancing Version)（2020年、PARCO劇場・サンケイホールブリーゼ） - プルーハ 役[21][22]
- 友達 (2021年、新国立劇場ほか) - 祖母 役
- 野鴨-Vildanden-（2022年、世田谷パブリックシアターほか） - エクダル老人 役[23]
- 海をゆく者（2023年・2024年、パルコ劇場など）[24]
- リア王（2024年、東京芸術劇場 プレイハウスほか） - グロスター伯 役[25][26]
- What If If Only-もしも もしせめて（2024年、世田谷パブリックシアターほか）[27]
- 桜の園（2024年・2025年、世田谷パブリックシアターほか） - フィールス 役[28]
- やなぎにツバメは（2025年、紀伊國屋ホール・梅田芸術劇場 シアター・ドラマシティ）[29]
- ブロードウェイ・バウンド（2025年〈予定〉、PARCO劇場・COOL JAPAN PARK OSAKA WWホール） - ベン 役[30]

### ナレーション
- 世界ふれあい街歩き（NHK BS-hi）
  - ロンドンビクトリア駅から歩く〜イギリス〜（2006年11月28日）
  - バルパライソ 〜チリ〜（2007年1月9日）
  - ブダペスト・ペスト編 〜ハンガリー〜（2007年1月30日）
  - マカオ 〜中国〜（2007年3月6日）
  - モンペリエ 〜フランス〜（2007年8月6日）
  - 広州西関地区 〜中国〜（2007年12月11日）

### 朗読
- ミッドナイトポップスライブラリー（NHK-FM）
  - 沼田元氣「僕の伯父さんのスクラップブック 喫茶店(カフェ)百科大図鑑」（2003年1月13日 - 17日）
- ポップスライブラリー（NHK-FM）
  - 北方謙三「コース・アゲイン」（2003年1月25日 - 2月1日）
  - 福澤徹三「再生ボタン」より“幻日”（2004年11月1日 - 5日）
- Tokyo Copywriters Street（東京FM）
  - さくらやすひこ「さようならの贈り物」（2007年）
  - 小松洋支「Twilight」（2008年）
  - 安藤隆「連写一眼だった私たち」（2008年）

### バラエティ
- ネプリーグ（フジテレビ）
  - 2010年8月9日 叔母との旅チーム
  - 2014年6月23日 抜目のない未亡人チーム
  - 2019年4月8日 ラジエーションハウス～放射線科の診断レポート～チーム
  - 2022年4月11日 元彼の遺言状チーム
- おじさんスケッチ（フジテレビ）
- タモリ倶楽部（2007年8月24日、テレビ朝日）「もっとお麩を食べようキャンペーン『トップ・お麩・ザ・ワールド』」回 ゲスト出演
- 突然ですが占ってもいいですか?（2021年10月27日、フジテレビ）[31]
- ぶらり途中下車の旅（日本テレビ） - 旅人
  - みなとみらい線・東横線の旅（2023年4月1日）[32]
  - 相模線の旅（2024年6月22日）[33]

### CM
- 日商エステム
- 日本郵船
- リンナイ エコハイブリッド
- 大塚製薬
- 宝くじ 彼と彼女と10億男 episode8 「彼の上司（ロト）」篇（2024年）[34]